# Liste der Kulturdenkmäler in Baar (Eifel)
In der Liste der Kulturdenkmäler in Baar sind alle Kulturdenkmäler in den Ortsteilen Büchel, Freilingen, Oberbaar und Wanderath der rheinland-pfälzischen Ortsgemeinde Baar aufgeführt. In den Ortsteilen Engeln, Mittelbaar und Niederbaar sind keine Kulturdenkmäler ausgewiesen. Grundlage ist die Denkmalliste des Landes Rheinland-Pfalz (Stand: 27. Oktober 2023).

## Einzeldenkmäler
| Bezeichnung                     | Lage                                 | Baujahr         | Beschreibung | Bild                                    |
| ------------------------------- | ------------------------------------ | --------------- | --- | --------------------------------------- |
| Wegekreuz                       | Büchel, Gartenstraße, Ecke K 11 Lage | 1705            | Wegekreuz, bezeichnet 1705 | BW                                      |
| Wegekreuz                       | Freilingen, Zum Bleiberg Lage        | 1625            | Wegekreuz, Nischentyp, bezeichnet 1625 | BW                                      |
| Katholische Kapelle St. Donatus | Oberbaar, Kapellenstraße Lage        | 1773            | Saalbau, bezeichnet 1773 | weitere Bilder Fotos hochladen          |
| Wohnhaus                        | Oberbaar, Kapellenstraße 5 Lage      | 19. Jahrhundert | Fachwerkhaus, teilweise massiv, 19. Jahrhundert | Fotos hochladen                         |
| Katholische Kirche St. Valerius | Wanderath, Kirchweg Lage             |                 | romanischer Turm, zweischiffige spätgotische Hallenkirche, Hauptschiff 1896, Architekt Lambert von Fisenne, Gelsenkirchen, 1921/22 Verlängerung; an der Friedhofsmauer Grabkreuz, 1809; Gesamtanlage mit Friedhof | weitere Bilder Fotos hochladen          |
| Kapelle                         | Wanderath, südlich des Ortes Lage    |                 | Putzbau | Fotos hochladen                         |
| Wegekreuz                       | Wanderath, westlich des Ortes        | 1637            | Wegekreuz, bezeichnet 1637 | Direkt Bild zu diesem Denkmal hochladen |